# Spielesplatz

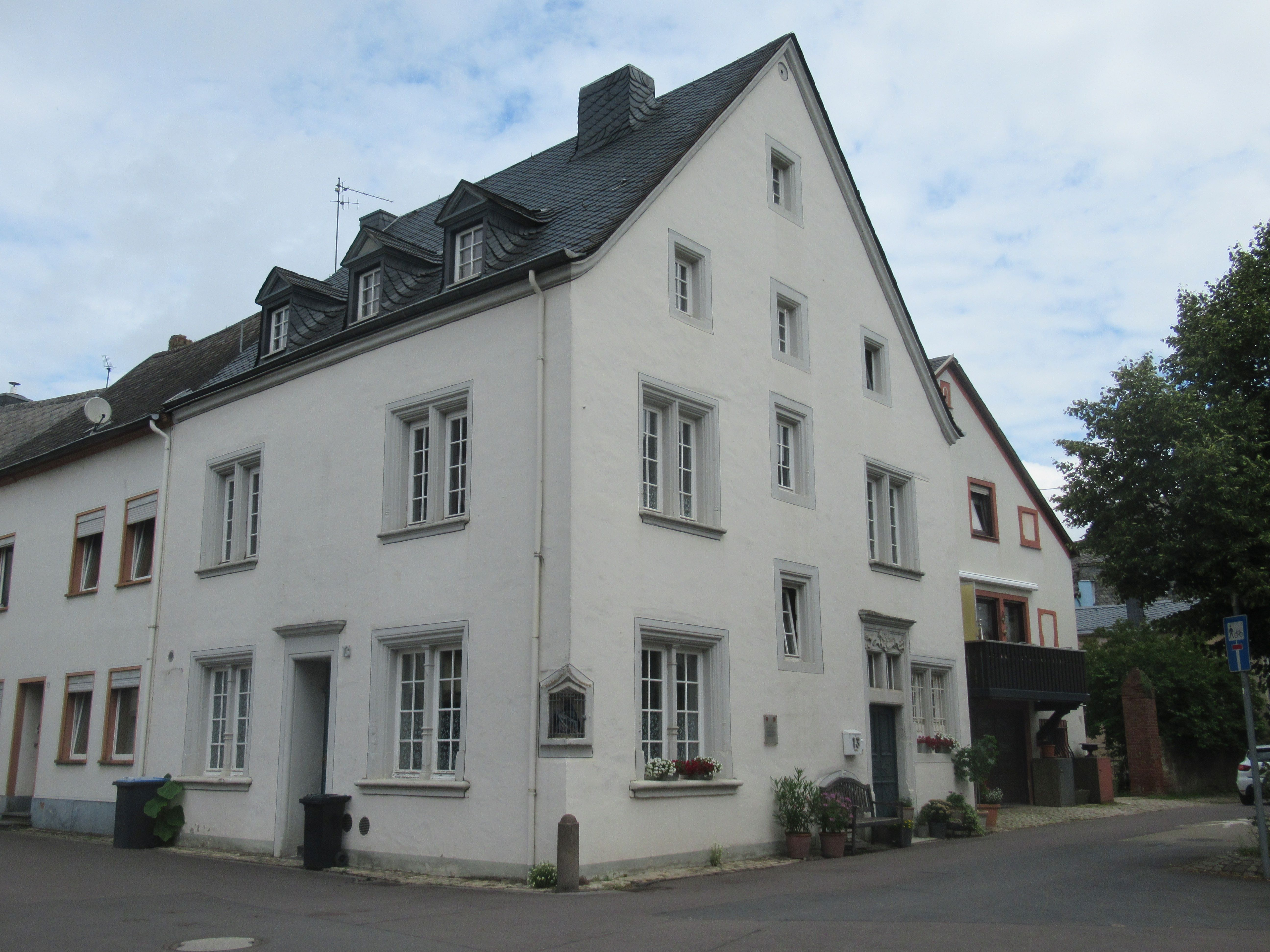
Rosportsches Haus

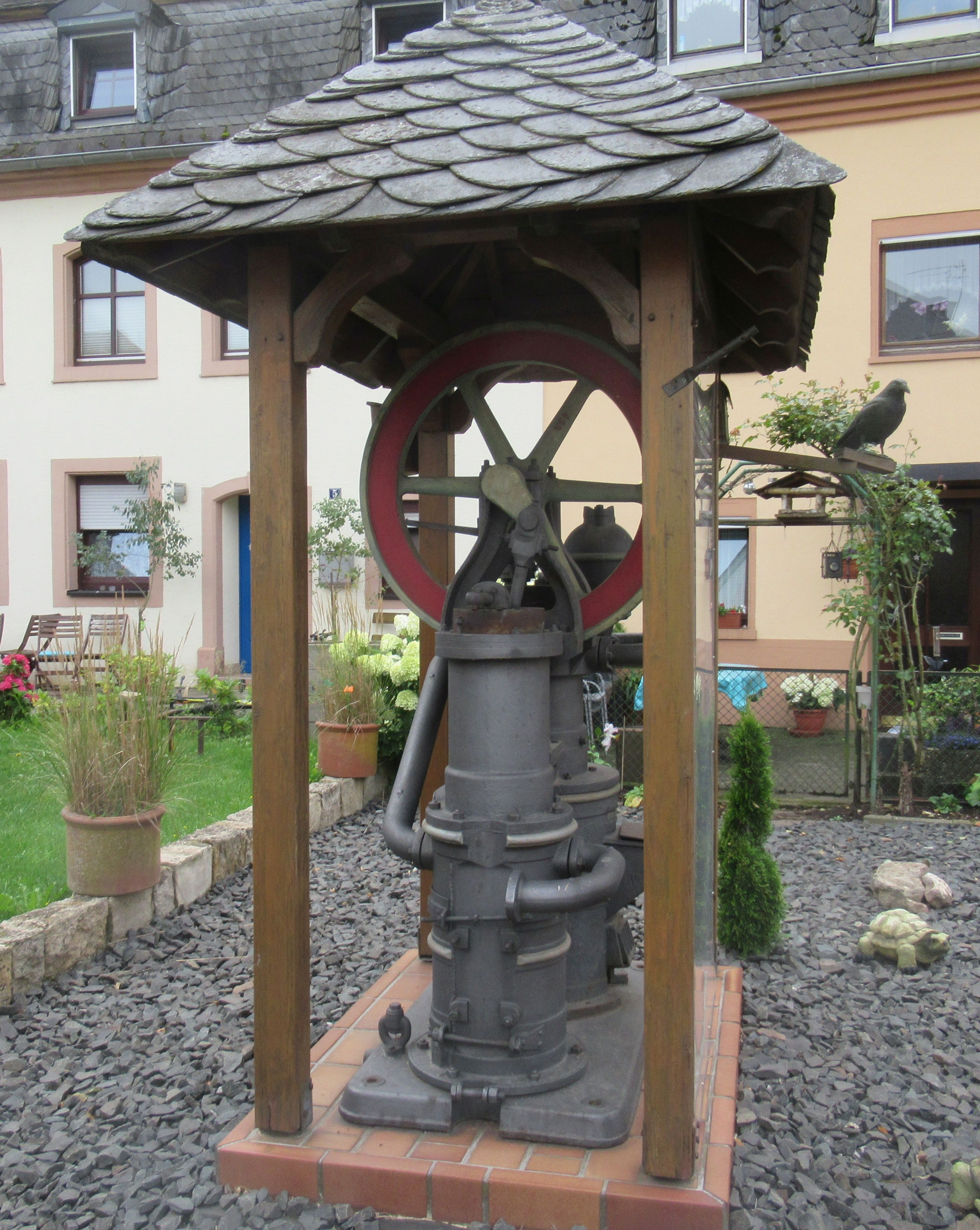
Wasserpumpe

Der Spielesplatz ist ein Platz in Trier im Stadtteil Pfalzel. Er befindet sich an der Kreuzung von Stiftstraße, Adulastraße, Mechtelstraße und An der Bastion. Der Platz wird vorwiegend als Parkplatz genutzt. Der Moselradweg verläuft über den Platz.
Der Name leitet sich genau wie bei der Straße Im Spilles in Euren von dem Wort „Spieles“ für ein ländliches Rathaus ab (nach dem Grimmschen Wörterbuch). Diese wurden früher oft als Spielhäuser bezeichnet, weil dort häufig zum Tanz aufgespielt wurde und Hochzeiten stattfanden.
Am Spielesplatz befinden sich fünf Kulturdenkmäler, darunter ein zweiachsiges Wohnhaus mit einem Abschnitt der Stadtmauer als Innenwand und das Rosportsche Haus.
Auf dem Platz kann auch eine technisch bemerkenswerte Heißluft-Wasserpumpe besichtigt werden.